# Los Tigres
Los Tigres es una localidad argentina ubicada en el departamento Copo de la provincia de Santiago del Estero. Se encuentra sobre la ruta nacional 16, 25 km al Sudeste de Monte Quemado.
La principal actividad económica es la extracción forestal. El Instituto Forestal de Industrialización y Administración lo designó distrito forestal al cual dotó con tecnología para el agregado de valor de la producción maderera. En 2006 se creó una comisión vecinal para reclamar entre otras cosas el agua potable y el mantenimiento de calles.

## Población
Cuenta con 161 habitantes (Indec, 2010), lo que representa un leve descenso del 0,6% frente a los 162 habitantes (Indec, 2001) del censo anterior.
| Gráfica de evolución demográfica de Los Tigres entre 1991 y 2010 |
|                                                                  |
| Fuente: Censos nacionales del INDEC                              |